# أندرو جونز (لاعب كريكت بريطاني)
أندرو جونز (22 سبتمبر 1964 بساوثهامبتون في المملكة المتحدة - ) (بالإنجليزية: Andrew Jones)‏ هو لاعب كريكت بريطاني. لعب مع نادي مقاطعة سومرست للكريكت ‏.